# Wykowo (Mazovie)
Pour les articles homonymes, voir Wykowo.
Wykowo (prononciation : [vɨˈkɔvɔ]) est un village polonais de la gmina de Słupno dans le powiat de Płock de la voïvodie de Mazovie dans le centre-est de la Pologne.
Il se situe à environ 3 kilomètres au sud de Słupno (siège de la gmina), 13 km au sud-est de Płock (siège du powiat) et à 84 km à l'ouest de Varsovie (capitale de la Pologne).

## Histoire
De 1975 à 1998, le village appartenait administrativement à la voïvodie de Płock.